# Copa do Brasil de Futebol de 2019
A Copa do Brasil de 2019 foi a 31.ª edição dessa competição brasileira de futebol organizada pela Confederação Brasileira de Futebol, que começou no dia 5 de fevereiro e teve seu término no dia 18 de setembro. O Athletico Paranaense foi campeão e garantiu vaga na fase de grupos da Copa Libertadores da América de 2020 e na Supercopa do Brasil de 2020. 

## Regulamento
A Copa do Brasil se iniciou no dia 5 de fevereiro e terminou em 18 de setembro, com 20 datas disponíveis. São oito fases: as duas primeiras fases serão em jogos únicos; o campeão se classificará para a Copa Libertadores da América de 2020 e a Supercopa do Brasil de 2020.
Os 8 times brasileiros que disputarão a Copa Libertadores da América de 2019 entrarão nas oitavas de final, assim como os campeões da Série B, da Copa do Nordeste e da Copa Verde de 2018. Para a competição, a CBF anunciou que não haverá gol qualificado em todas as fases do torneio, repetindo a fórmula da edição anterior. Em caso de empate no placar agregado, a decisão da vaga irá para os pênaltis.
A competição será disputada por 91 equipes, que se classificarão - além das opções mencionadas anteriormente - através da participação em seus respectivos campeonatos estaduais (70 vagas) e pelo ranking da CBF de 2019 (10).

## Times classificados

### Estaduais e seletivas
| UF                  | Clube               | Forma de classificação                 |
| ------------------- | ------------------- | -------------------------------------- |
| Acre                | Rio Branco-AC       | Campeão do Estadual 2018               |
| Acre                | Galvez              | Vice-campeão do Estadual 2018          |
| Alagoas             | CSA                 | Campeão do Estadual 2018               |
| Alagoas             | CRB                 | Vice-campeão do Estadual 2018          |
| Alagoas             | ASA                 | 3º colocado do Estadual 2018           |
| Amapá               | Ypiranga-AP         | Campeão do Estadual 2018               |
| Amazonas            | Manaus              | Campeão do Estadual 2018               |
| Amazonas            | Fast Clube          | Vice-campeão do Estadual 2018          |
| Bahia               | Bahia               | Campeão do Estadual 2018               |
| Bahia               | Vitória             | Vice-campeão do Estadual 2018          |
| Bahia               | Juazeirense         | 3º colocado do Estadual 2018           |
| Ceará               | Ceará               | Campeão do Estadual 2018               |
| Ceará               | Atlético Cearense   | 3º colocado do Estadual 2018           |
| Ceará               | Ferroviário         | Campeão da Copa Fares Lopes de 2018    |
| Distrito Federal    | Sobradinho          | Campeão do Metropolitano 2018          |
| Distrito Federal    | Brasiliense         | Vice-campeão do Metropolitano 2018     |
| Espírito Santo      | Serra               | Campeão do Estadual 2018               |
| Goiás               | Goiás               | Campeão do Estadual 2018               |
| Goiás               | Aparecidense        | Vice-campeão do Estadual 2018          |
| Goiás               | Vila Nova           | 3º colocado do Estadual 2018           |
| Maranhão            | Moto Club           | Campeão do Estadual 2018               |
| Maranhão            | Imperatriz          | Vice-campeão do Estadual 2018          |
| Mato Grosso         | Cuiabá              | Campeão do Estadual 2018               |
| Mato Grosso         | Sinop               | Vice-campeão do Estadual 2018          |
| Mato Grosso         | Mixto               | Campeão da Copa FMF de 2018            |
| Mato Grosso do Sul  | Operário-MS         | Campeão do Estadual 2018               |
| Mato Grosso do Sul  | Corumbaense         | Vice-campeão do Estadual 2018          |
| Minas Gerais        | América Mineiro     | 3º colocado do Estadual 2018           |
| Minas Gerais        | Tupi                | 4º colocado do Estadual 2018           |
| Minas Gerais        | Tombense            | 5º colocado do Estadual 2018           |
| Minas Gerais        | URT                 | 6º colocado do Estadual 2018           |
| Pará                | Remo                | Campeão do Estadual 2018               |
| Pará                | Bragantino-PA       | 3º colocado do Estadual 2018           |
| Pará                | São Raimundo-PA     | 4º colocado do Estadual 2018           |
| Paraíba             | Botafogo-PB         | Campeão do Estadual 2018               |
| Paraíba             | Campinense          | Vice-campeão do Estadual 2018          |
| Paraná              | Coritiba            | Vice-campeão do Estadual 2018          |
| Paraná              | Foz do Iguaçu       | 3º colocado do Estadual 2018           |
| Paraná              | Paraná              | 4º colocado do Estadual 2018           |
| Pernambuco          | Náutico             | Campeão do Estadual 2018               |
| Pernambuco          | Central             | Vice-campeão do Estadual 2018          |
| Pernambuco          | Sport               | 3º colocado do Estadual 2018           |
| Piauí               | Altos               | Campeão do Estadual 2018               |
| Piauí               | River-PI            | Vice-campeão do Estadual 2018          |
| Rio de Janeiro      | Botafogo            | Campeão do Estadual 2018               |
| Rio de Janeiro      | Vasco da Gama       | Vice-campeão do Estadual 2018          |
| Rio de Janeiro      | Fluminense          | 4º colocado do Estadual 2018           |
| Rio de Janeiro      | Boavista-RJ         | 5º colocado do Estadual 2018           |
| Rio de Janeiro      | Americano           | Campeão da Copa Rio 2018               |
| Rio Grande do Norte | ABC                 | Campeão do Estadual 2018               |
| Rio Grande do Norte | América de Natal    | Vice-campeão do Estadual 2018          |
| Rio Grande do Norte | Santa Cruz de Natal | 3° colocado do Estadual 2018           |
| Rio Grande do Sul   | Brasil de Pelotas   | Vice-campeão do Estadual 2018          |
| Rio Grande do Sul   | São José-RS         | 3° colocado do Estadual 2018           |
| Rio Grande do Sul   | Avenida             | 4º colocado do Estadual 2018           |
| Rio Grande do Sul   | Ypiranga de Erechim | 3º colocado da Copa FGF 2018           |
| Rondônia            | Real Ariquemes      | Campeão do Estadual 2018               |
| Roraima             | São Raimundo-RR     | Campeão do Estadual 2018               |
| Santa Catarina      | Figueirense         | Campeão do Estadual 2018               |
| Santa Catarina      | Chapecoense         | Vice-campeão do Estadual 2018          |
| Santa Catarina      | Tubarão             | 3º colocado do Estadual 2018           |
| Santa Catarina      | Brusque             | Campeão da Copa Santa Catarina de 2018 |
| São Paulo           | Corinthians         | Campeão do Estadual 2018               |
| São Paulo           | Santos              | 4º colocado do Estadual 2018           |
| São Paulo           | Ponte Preta         | Campeão do Troféu do Interior de 2018  |
| São Paulo           | Guarani             | Campeão da Série A2 do Estadual 2018   |
| São Paulo           | Votuporanguense     | Campeão da Copa Paulista 2018          |
| Sergipe             | Sergipe             | Campeão do Estadual 2018               |
| Sergipe             | Itabaiana           | Vice-campeão do Estadual 2018          |
| Tocantins           | Palmas              | Campeão do Estadual 2018               |

### Ranking da CBF
Com a definição dos 70 representantes das federações estaduais e dos onze representantes classificados diretamente às oitavas de final, mais dez clubes foram apurados pelo Ranking da CBF para 2019.
| Pos. | Clube               | Pontos |
| ---- | ------------------- | ------ |
| 21º  | Avaí                | 6 394  |
| 25º  | Atlético Goianiense | 6 136  |
| 28º  | Santa Cruz          | 5 061  |
| 29º  | Criciúma            | 4 521  |
| 30º  | Luverdense          | 4 402  |
| 31º  | Juventude           | 4 327  |
| 35º  | Londrina            | 4 120  |
| 37º  | Oeste               | 3 869  |
| 39º  | Joinville           | 3 758  |
| 40º  | Boa Esporte         | 3 691  |

### Classificados diretamente às oitavas de final
| UF                | Clube                | Forma de classificação                     |
| ----------------- | -------------------- | ------------------------------------------ |
| Ceará             | Fortaleza            | Campeão da Série B 2018                    |
| Maranhão          | Sampaio Corrêa       | Campeão da Copa do Nordeste 2018           |
| Minas Gerais      | Cruzeiro             | Campeão da Copa do Brasil 2018             |
| Minas Gerais      | Atlético Mineiro     | 6º colocado do Campeonato Brasileiro 2018  |
| Pará              | Paysandu             | Campeão da Copa Verde 2018                 |
| Rio de Janeiro    | Flamengo             | Vice-campeão do Campeonato Brasileiro 2018 |
| Rio Grande do Sul | Internacional        | 3º colocado do Campeonato Brasileiro 2018  |
| Rio Grande do Sul | Grêmio               | 4º colocado do Campeonato Brasileiro 2018  |
| São Paulo         | Palmeiras            | Campeão do Campeonato Brasileiro 2018      |
| São Paulo         | São Paulo            | 5º colocado do Campeonato Brasileiro 2018  |
| Paraná            | Athletico Paranaense | Campeão da Copa Sul Americana 2018         |

Notas
- O Athletico Paranaense, que já havia se classificado por ter sido campeão do Campeonato Paranaense de 2018, conquistou a Copa Sul-Americana de 2018, o que lhe garantiu participar diretamente às oitavas de final, abrindo uma vaga em seu estado.

## Calendário
O calendário de cada fase foi divulgado em 10 de dezembro de 2018 e compreende as seguintes datas:
| Fase             | Ida                                                                                            | Volta                                                                                          |
| ---------------- | ---------------------------------------------------------------------------------------------- | ---------------------------------------------------------------------------------------------- |
| Primeira fase    | Semana 1: 5, 6 e 7 de fevereiro Semana 2: 12, 13 e 14 de fevereiro                             | Semana 1: 5, 6 e 7 de fevereiro Semana 2: 12, 13 e 14 de fevereiro                             |
| Segunda fase     | Semana 1: 19, 20 e 21 de fevereiro Semana 2: 26, 27 e 28 de fevereiro Semana 3: 6 e 7 de março | Semana 1: 19, 20 e 21 de fevereiro Semana 2: 26, 27 e 28 de fevereiro Semana 3: 6 e 7 de março |
| Terceira fase    | 13 e 27 de março                                                                               | 27 de março e 10 de abril                                                                      |
| Quarta fase      | 17 de abril                                                                                    | 24 de abril                                                                                    |
| Oitavas de final | 15, 22 e 29 de maio                                                                            | 22 e 29 de maio e 5 de junho                                                                   |
| Quartas de final | 10 de julho                                                                                    | 17 de julho                                                                                    |
| Semifinais       | 7 e 14 de agosto                                                                               | 4 de setembro                                                                                  |
| Finais           | 11 de setembro                                                                                 | 18 de setembro                                                                                 |

## Fases iniciais

### Sorteio
Os 80 times classificados para a competição foram divididos em oito potes (A a H) com dez clubes cada, de acordo com Ranking da CBF. A partir daí, os cruzamentos entre os potes foram os seguintes: A x E; B x F; C x G e D x H. A primeira fase foi realizada em partida única, com a equipe pior colocada no ranking jogando em casa e a melhor tendo a vantagem do empate. O sorteio foi realizado em 13 de dezembro de 2018, na sede da CBF.

#### Potes do sorteio
Entre parênteses, a classificação do clube no Ranking da CBF
| Primeira fase | Primeira fase | Primeira fase | Primeira fase |
| Pote A | Pote B | Pote C | Pote D |
| --- | --- | --- | --- |
| - Santos (4) - Corinthians (5) - Chapecoense (10) - Botafogo (11) - Fluminense (13) - Vasco da Gama (14) - Bahia (15) - Sport (16) - Vitória (17) - Ponte Preta (18)              | - América Mineiro (19) - Coritiba (20) - Avaí (21) - Figueirense (22) - Ceará (23) - Goiás (24) - Atlético Goianiense (25) - Paraná (26) - Santa Cruz (28) - Criciúma (29)    | - Luverdense (30) - Juventude (31) - CRB (32) - Vila Nova (34) - Londrina (35) - Náutico (36) - Oeste (37) - Joinville (39) - Boa Esporte (40) - Brasil de Pelotas (41)                       | - ABC (43) - Guarani (44) - CSA (45) - Botafogo-PB (46) - Cuiabá (47) - Tupi (48) - América de Natal (49) - ASA (52) - Remo (54) - Ypiranga de Erechim (55)                     |
| Pote E | Pote F | Pote G | Pote H |
| - Tombense (56) - Moto Club (65) - Rio Branco-AC (66) - Juazeirense (67) - Campinense (69) - Aparecidense (71) - River-PI (72) - Ferroviário (73) - Altos (76) - São José-RS (79) | - URT (81) - Brusque (86) - Itabaiana (87) - Central (88) - Sinop (89) - Boavista-RJ (91) - São Raimundo-PA (93) - Sergipe (94) - São Raimundo-RR (96) - Real Ariquemes (107) | - Imperatriz (111) - Brasiliense (118) - Tubarão (127) - Manaus (133) - Corumbaense (140) - Foz do Iguaçu (152) - Palmas (158) - Fast Clube (159) - Americano (160) - Atlético Cearense (175) | - Galvez (189) - Mixto (218) - Ypiranga-AP (-) - Sobradinho (-) - Serra (-) - Operário-MS (-) - Bragantino-PA (-) - Santa Cruz de Natal (-) - Avenida (-) - Votuporanguense (-) |

### Primeira fase
A primeira fase foi disputada por 80 equipes, em partida única. As equipes mais bem sucedidas no ranking da CBF foram as visitantes e tiveram a vantagem do empate. Os confrontos desta fase foram definidos através de sorteio.
Em itálico, os clubes que possuem o mando de campo no confronto e em negrito os clubes classificados.
| Equipe 1            | Resultado | Equipe 2            |
| ------------------- | --------- | ------------------- |
| Ferroviário         | 2–2       | Corinthians         |
| Avenida             | 1–0       | Guarani             |
| Central             | 1–1       | Ceará               |
| Foz do Iguaçu       | 1–0       | Boa Esporte         |
| Aparecidense        | 2–0       | Ponte Preta         |
| Bragantino-PA       | 1–0       | ASA                 |
| URT                 | 3–2       | Coritiba            |
| Manaus              | 1–1       | Vila Nova           |
| Campinense          | 0–2       | Botafogo            |
| Ypiranga-AP         | 0–1       | Cuiabá              |
| São Raimundo-RR     | 0–0       | América Mineiro     |
| Palmas              | 0–1       | Juventude           |
| Moto Club           | 2–0       | Vitória             |
| Galvez              | 0–1       | ABC                 |
| Sinop               | 1–2       | Santa Cruz          |
| Imperatriz          | 1–1       | Náutico             |
| River-PI            | 0–5       | Fluminense          |
| Votuporanguense     | 0–1       | Ypiranga de Erechim |
| Boavista-RJ         | 1–2       | Figueirense         |
| Corumbaense         | 0–0       | Luverdense          |
| Rio Branco-AC       | 2–2       | Bahia               |
| Santa Cruz de Natal | 1–0       | Tupi                |
| Sergipe             | 0–2       | Goiás               |
| Brasiliense         | 0–0       | CRB                 |
| Altos               | 1–7       | Santos              |
| Sobradinho          | 0–0       | América de Natal    |
| Brusque             | 1–1       | Atlético Goianiense |
| Atlético Cearense   | 2–0       | Joinville           |
| São José-RS         | 0–0       | Chapecoense         |
| Mixto               | 1–0       | CSA                 |
| São Raimundo-PA     | 0–2       | Criciúma            |
| Fast Clube          | 1–6       | Oeste               |
| Tombense            | 3–0       | Sport               |
| Operário-MS         | 1–4       | Botafogo-PB         |
| Itabaiana           | 2–5       | Paraná              |
| Americano           | 1–2       | Londrina            |
| Juazeirense         | 2–2       | Vasco da Gama       |
| Serra               | 1–0       | Remo                |
| Real Ariquemes      | 1–4       | Avaí                |
| Tubarão             | 0–0       | Brasil de Pelotas   |

### Segunda fase
A segunda fase foi disputada por 40 equipes vencedoras da fase anterior, em partida única. Em caso de empate a vaga seria decidida na disputa por pênaltis. Os confrontos desta fase seguiram o chaveamento predeterminados da fase anterior.
Em itálico, os clubes que possuem o mando de campo no confronto e em negrito os clubes classificados.
| Equipe 1            | Resultado   | Equipe 2            |
| ------------------- | ----------- | ------------------- |
| Corinthians         | 4–2         | Avenida             |
| Foz do Iguaçu       | 0–0 (2–4 p) | Ceará               |
| Bragantino-PA       | 3–2         | Aparecidense        |
| URT                 | 2–2 (4–5 p) | Vila Nova           |
| Botafogo            | 3–0         | Cuiabá              |
| Juventude           | 2–1         | América Mineiro     |
| ABC                 | 2–2 (5–3 p) | Moto Club           |
| Santa Cruz          | 1–1 (4–2 p) | Náutico             |
| Fluminense          | 3–0         | Ypiranga de Erechim |
| Luverdense          | 1–0         | Figueirense         |
| Santa Cruz de Natal | 0–1         | Bahia               |
| Goiás               | 1–1 (2–3 p) | CRB                 |
| Santos              | 4–0         | América de Natal    |
| Atlético Cearense   | 0–4         | Atlético Goianiense |
| Mixto               | 1–2         | Chapecoense         |
| Criciúma            | 0–0 (7–6 p) | Oeste               |
| Tombense            | 2–2 (6–7 p) | Botafogo-PB         |
| Londrina            | 1–1 (5–4 p) | Paraná              |
| Serra               | 0–2         | Vasco da Gama       |
| Avaí                | 2–0         | Brasil de Pelotas   |

### Terceira fase
A terceira fase foi disputada por 20 equipes vencedoras da fase anterior, em partidas eliminatórias de ida e volta. Em caso de empate no placar agregado, a vaga seria definida na disputa por pênaltis. Os confrontos desta fase seguiram o chaveamento predeterminados da fase anterior.
Em itálico, os clubes que possuem o mando de campo no primeiro jogo do confronto e em negrito os clubes classificados.
| Equipe 1            | Total | Equipe 2      | 1.º jogo | 2.º jogo |
| ------------------- | ----- | ------------- | -------- | -------- |
| Ceará               | 2–3   | Corinthians   | 1–3      | 1–0      |
| Vila Nova           | 3–2   | Bragantino-PA | 2–0      | 1–2      |
| Botafogo            | 2–3   | Juventude     | 1–1      | 1–2      |
| ABC                 | 1–3   | Santa Cruz    | 1–0      | 0–3      |
| Luverdense          | 0–2   | Fluminense    | 0–0      | 0–2      |
| CRB                 | 1–2   | Bahia         | 1–1      | 0–1      |
| Atlético Goianiense | 1–3   | Santos        | 1–0      | 0–3      |
| Chapecoense         | 5–2   | Criciúma      | 3–2      | 2–0      |
| Botafogo-PB         | 3–5   | Londrina      | 0–2      | 3–3      |
| Vasco da Gama       | 4–2   | Avaí          | 3–2      | 1–0      |

### Quarta fase

#### Sorteio
O sorteio da quarta fase foi realizado no dia 12 de abril de 2019, às 11 horas, na sede da CBF no Rio de Janeiro. 
As 10 equipes qualificadas formaram um único grupo (Ranking da CBF mostrado entre parênteses).
| Pote único |
| --- |
| Santos (4) Corinthians (5) Chapecoense (10) Fluminense (13) Vasco da Gama (14) Bahia (15) Santa Cruz (28) Juventude (31) Vila Nova (34) Londrina (35) |

#### Confrontos
A quarta fase foi disputada por 10 equipes vencedoras da fase anterior, em partidas eliminatórias de ida e volta. Em caso de empate no placar agregado, a vaga seria definida na disputa por pênaltis. Os confrontos desta fase foram sorteados.
Em itálico, os clubes que possuem o mando de campo no primeiro jogo do confronto e em negrito os clubes classificados.
| Equipe 1    | Total       | Equipe 2      | 1.º jogo | 2.º jogo |
| ----------- | ----------- | ------------- | -------- | -------- |
| Juventude   | 0–0 (4–3 p) | Vila Nova     | 0–0      | 0–0      |
| Fluminense  | 2–2 (3–2 p) | Santa Cruz    | 2–0      | 0–2      |
| Chapecoense | 1–2         | Corinthians   | 1–0      | 0–2      |
| Santos      | 3–2         | Vasco da Gama | 2–0      | 1–2      |
| Bahia       | 5–2         | Londrina      | 4–0      | 1–2      |

## Fase final

### Oitavas de final
As oitavas de final foram disputadas por 16 equipes, sendo 5 vencedoras da fase anterior, e outras 11 equipes pré-classificadas. Foram partidas eliminatórias de ida e volta. Em caso de empate no placar agregado, a vaga seria definida na disputa por pênaltis. 

#### Sorteio
O sorteio da quinta fase (oitavas de final) foi realizado em 2 de maio, às 15 horas, na sede da CBF, no Rio de Janeiro.
O "Pote 1" possui as oito equipes que disputaram ou estão disputando a Libertadores 2019, e o "Pote 2", as três classificadas antecipadamente que não disputaram a competição continental da copa (campeões do Campeonato Brasileiro Série B 2018,  Copa do Nordeste 2018 e Copa Verde 2018) mais os cinco classificados da fase anterior.
| Pote 1 | Pote 2 |
| --- | --- |
| Palmeiras (1) Cruzeiro (2) Grêmio (3) Flamengo (6) Atlético Mineiro (7) Athletico Paranaense (8) Internacional (9) São Paulo (12) | Santos (4) Corinthians (5) Fluminense (13) Bahia (15) Paysandu (27) Juventude (31) Fortaleza (33) Sampaio Corrêa (38) |

Entre parênteses, o Ranking da CBF
| Equipe 1         | Total       | Equipe 2             | 1.º jogo | 2.º jogo |
| ---------------- | ----------- | -------------------- | -------- | -------- |
| Internacional    | 4–1         | Paysandu             | 3–1      | 1–0      |
| Corinthians      | 0–2         | Flamengo             | 0–1      | 0–1      |
| Atlético Mineiro | 2–1         | Santos               | 0–0      | 2–1      |
| Juventude        | 0–3         | Grêmio               | 0–0      | 0–3      |
| Sampaio Corrêa   | 0–3         | Palmeiras            | 0–1      | 0–2      |
| Fortaleza        | 0–1         | Athletico Paranaense | 0–0      | 0–1      |
| Fluminense       | 3–3 (1–3 p) | Cruzeiro             | 1–1      | 2–2      |
| São Paulo        | 0–2         | Bahia                | 0–1      | 0–1      |

Os clubes da esquerda fazem o primeiro jogo em casa.

### Quartas de final

#### Sorteio
Para esta fase, foi realizado um novo sorteio pela CBF. Todos os oito clubes classificados num pote único, sem restrições de cruzamentos.
| Pote único                                                                                   |
| -------------------------------------------------------------------------------------------- |
| Athletico Paranaense Atlético Mineiro Bahia Cruzeiro Flamengo Grêmio Internacional Palmeiras |

### Tabela até a final
Em itálico, os times que possuem o mando de campo no primeiro jogo do confronto e em negrito os times classificados.
|  | Quartas de final           | Quartas de final           | Quartas de final | Quartas de final |       |          | Semifinais                  | Semifinais                  | Semifinais                  | Semifinais                  |  |                      | Final               | Final               | Final               | Final               |  |  |
|  | 10 a 17 de julho           | 10 a 17 de julho           | 10 a 17 de julho | 10 a 17 de julho |       |          | 7 de agosto a 4 de setembro | 7 de agosto a 4 de setembro | 7 de agosto a 4 de setembro | 7 de agosto a 4 de setembro |  |                      | 11 e 18 de setembro | 11 e 18 de setembro | 11 e 18 de setembro | 11 e 18 de setembro |  |  |
|  |                            |                            |                  |                  |       |          |                             |                             |                             |                             |  |                      |                     |                     |                     |                     |  |  |
|  | Grêmio                     | 1                          | 1                | 2                |       |          |                             |                             |                             |                             |  |                      |                     |                     |                     |                     |  |  |
|  | Bahia                      | 1                          | 0                | 1                |       |          |                             |                             |                             |                             |  |                      |                     |                     |                     |                     |  |  |
|  | Bahia                      | 1                          | 0                | 1                |       | Grêmio   | 2                           | 0                           | 2 (4)                       |                             |  |                      |                     |                     |                     |                     |  |  |
|  |                            |                            |                  |                  |       | Grêmio   | 2                           | 0                           | 2 (4)                       |                             |  |                      |                     |                     |                     |                     |  |  |
|  |                            | Athletico Paranaense (pen) | 0                | 2                | 2 (5) |          |                             |                             |                             |                             |  |                      |                     |                     |                     |                     |  |  |
|  | Athletico Paranaense (pen) | Athletico Paranaense (pen) | 0                | 2                | 2 (5) | 1        | 1                           | 2 (3)                       |                             |                             |  |                      |                     |                     |                     |                     |  |  |
|  | Athletico Paranaense (pen) |                            |                  |                  |       | 1        | 1                           | 2 (3)                       |                             |                             |  |                      |                     |                     |                     |                     |  |  |
|  | Flamengo                   | 1                          | 1                | 2 (1)            |       |          |                             |                             |                             |                             |  |                      |                     |                     |                     |                     |  |  |
|  | Flamengo                   | 1                          | 1                | 2 (1)            |       |          |                             |                             |                             |                             |  | Athletico Paranaense | 1                   | 2                   | 3                   |                     |  |  |
|  |                            |                            |                  |                  |       |          |                             |                             |                             |                             |  | Athletico Paranaense | 1                   | 2                   | 3                   |                     |  |  |
|  |                            | Internacional              | 0                | 1                | 1     |          |                             |                             |                             |                             |  |                      |                     |                     |                     |                     |  |  |
|  | Cruzeiro                   | Internacional              | 0                | 1                | 1     | 3        | 0                           | 3                           |                             |                             |  |                      |                     |                     |                     |                     |  |  |
|  | Cruzeiro                   |                            |                  |                  |       | 3        | 0                           | 3                           |                             |                             |  |                      |                     |                     |                     |                     |  |  |
|  | Atlético Mineiro           | 0                          | 2                | 2                |       |          |                             |                             |                             |                             |  |                      |                     |                     |                     |                     |  |  |
|  | Atlético Mineiro           | 0                          | 2                | 2                |       | Cruzeiro | 0                           | 0                           | 0                           |                             |  |                      |                     |                     |                     |                     |  |  |
|  |                            |                            |                  |                  |       | Cruzeiro | 0                           | 0                           | 0                           |                             |  |                      |                     |                     |                     |                     |  |  |
|  |                            | Internacional              | 1                | 3                | 4     |          |                             |                             |                             |                             |  |                      |                     |                     |                     |                     |  |  |
|  | Palmeiras                  | Internacional              | 1                | 3                | 4     | 1        | 0                           | 1 (4)                       |                             |                             |  |                      |                     |                     |                     |                     |  |  |
|  | Palmeiras                  |                            |                  |                  |       | 1        | 0                           | 1 (4)                       |                             |                             |  |                      |                     |                     |                     |                     |  |  |
|  | Internacional (pen)        | 0                          | 1                | 1 (5)            |       |          |                             |                             |                             |                             |  |                      |                     |                     |                     |                     |  |  |

### Finais
Primeiro jogo
| 11 de setembro | Athletico Paranaense | 1 – 0          | Internacional | Arena da Baixada, Curitiba                                       |
| 21:30          | Bruno Guimarães 57'  | Súmula Borderô |               | Público: 38 490 Renda: R$ 2.685.790,00 Árbitro: SP Raphael Claus |

Segundo jogo
| 18 de setembro | Internacional  | 1 – 2  | Athletico Paranaense           | Estádio Beira-Rio, Porto Alegre                                           |
| 21:30          | Nico López 31' | Súmula | 24' Léo Cittadini · 90+6' Rony | Público: 44 857 Renda: R$ 2.742.150,00 Árbitro: GO Wilton Pereira Sampaio |

## Premiação
| Copa do Brasil de 2019                   |
| Paraná                                   |
| ---------------------------------------- |
| ATHLETICO PARANAENSE Campeão (1º título) |

## Artilharia
Atualizado em 18 de setembro de 2019.
| Gols | Jogador        | Time          |
| ---- | -------------- | ------------- |
| 5    | Luciano        | Fluminense    |
| 5    | Paolo Guerrero | Internacional |
| 5    | Pipico         | Santa Cruz    |
| 4    | Carlos Sánchez | Santos        |
| 4    | Daniel Amorim  | Avaí          |
| 4    | Gilberto       | Bahia         |
| 4    | Nando          | Botafogo-PB   |

## Maiores públicos
Esses são os dez maiores públicos da Copa do Brasil de 2019:
| Nº | Público | Mandante             | Placar | Visitante            | Estádio          | Data           | Etapa      | Ref.   |
| -- | ------- | -------------------- | ------ | -------------------- | ---------------- | -------------- | ---------- | ------ |
| 1  | 64 844  | Flamengo             | 1–1    | Athletico Paranaense | Maracanã         | 17 de julho    | Quartas    | [ 13 ] |
| 2  | 55 586  | Flamengo             | 1–0    | Corinthians          | Maracanã         | 4 de junho     | Oitavas    | [ 14 ] |
| 3  | 46 341  | Bahia                | 0–1    | Grêmio               | Arena Fonte Nova | 17 de julho    | Quartas    | [ 15 ] |
| 4  | 44 804  | Internacional        | 1–2    | Athletico Paranaense | Beira-Rio        | 18 de setembro | Final      | [ 16 ] |
| 5  | 43 175  | Internacional        | 3–0    | Cruzeiro             | Beira-Rio        | 4 de setembro  | Semifinais | [ 17 ] |
| 6  | 41 379  | Cruzeiro             | 3–0    | Atlético Mineiro     | Mineirão         | 11 de julho    | Quartas    | [ 18 ] |
| 7  | 40 175  | Grêmio               | 2–0    | Athletico Paranaense | Arena do Grêmio  | 14 de agosto   | Semifinais | [ 19 ] |
| 8  | 40 056  | Cruzeiro             | 2–2    | Fluminense           | Mineirão         | 5 de junho     | Oitavas    | [ 20 ] |
| 9  | 38 934  | Internacional        | 1–0    | Palmeiras            | Beira-Rio        | 17 de julho    | Quartas    | [ 21 ] |
| 10 | 38 490  | Athletico Paranaense | 1–0    | Internacional        | Arena da Baixada | 11 de setembro | Final      | [ 22 ] |

## Menores públicos
Esses são os dez menores públicos da Copa do Brasil de 2019:
| Nº | Público | Mandante            | Placar | Visitante           | Estádio           | Data            | Etapa         | Ref.   |
| -- | ------- | ------------------- | ------ | ------------------- | ----------------- | --------------- | ------------- | ------ |
| 1  | 95      | Fast Clube          | 1–6    | Oeste               | Colina            | 14 de fevereiro | Primeira fase | [ 23 ] |
| 2  | 153     | Atlético Cearense   | 2–0    | Joinville           | Presidente Vargas | 6 de fevereiro  | Primeira fase | [ 24 ] |
| 3  | 207     | Americano           | 1–2    | Londrina            | Elcyr Resende     | 7 de fevereiro  | Primeira fase | [ 25 ] |
| 4  | 218     | Foz do Iguaçu       | 1–0    | Boa Esporte         | Estádio do ABC    | 6 de fevereiro  | Primeira fase | [ 26 ] |
| 5  | 232     | Atlético Cearense   | 0–4    | Atlético Goianiense | Presidente Vargas | 26 de fevereiro | Segunda fase  | [ 27 ] |
| 6  | 282     | Santa Cruz de Natal | 1–0    | Tupi                | Arena das Dunas   | 6 de fevereiro  | Primeira fase | [ 28 ] |
| 7  | 400     | Boavista-RJ         | 1–2    | Figueirense         | Elcyr Resende     | 13 de fevereiro | Primeira fase | [ 29 ] |
| 8  | 440     | São José-RS         | 0–0    | Chapecoense         | Passo d'Areia     | 13 de fevereiro | Primeira fase | [ 30 ] |
| 9  | 514     | Tombense            | 3–0    | Sport               | Almeidão (MG)     | 13 de fevereiro | Primeira fase | [ 31 ] |
| 10 | 523     | Itabaiana           | 2–5    | Paraná              | Batistão          | 6 de fevereiro  | Primeira fase | [ 32 ] |

## Classificação geral
Oficialmente a CBF não reconhece uma classificação geral na Copa do Brasil. A tabela a seguir classifica as equipes de acordo com a fase alcançada e considerando os critérios de desempate.
| Classificação final             | Classificação final  | Classificação final | Classificação final | Classificação final | Classificação final | Classificação final | Classificação final | Classificação final | Classificação final | Classificação final | Classificação final |
| Pos.                            | Equipes              | P                   | J                   | V                   | E                   | D                   | GP                  | GC                  | SG                  |                     |                     |
| ------------------------------- | -------------------- | ------------------- | ------------------- | ------------------- | ------------------- | ------------------- | ------------------- | ------------------- | ------------------- | ------------------- | ------------------- |
| Campeão                         |                      |                     |                     |                     |                     |                     |                     |                     |                     |                     |                     |
| 1                               | Athletico Paranaense | 15                  | 8                   | 4                   | 3                   | 1                   | 8                   | 5                   | +3                  |                     |                     |
| Vice-campeão                    |                      |                     |                     |                     |                     |                     |                     |                     |                     |                     |                     |
| 2                               | Internacional        | 13                  | 8                   | 4                   | 1                   | 3                   | 9                   | 4                   | +5                  |                     |                     |
| Eliminados nas semifinais       |                      |                     |                     |                     |                     |                     |                     |                     |                     |                     |                     |
| 3                               | Grêmio               | 11                  | 6                   | 3                   | 2                   | 1                   | 7                   | 3                   | +4                  |                     |                     |
| 4                               | Cruzeiro             | 5                   | 6                   | 1                   | 2                   | 3                   | 6                   | 9                   | –3                  |                     |                     |
| Eliminados nas quartas de final |                      |                     |                     |                     |                     |                     |                     |                     |                     |                     |                     |
| 5                               | Bahia                | 18                  | 10                  | 5                   | 3                   | 2                   | 13                  | 7                   | +6                  |                     |                     |
| 6                               | Palmeiras            | 9                   | 4                   | 3                   | 0                   | 1                   | 4                   | 1                   | +3                  |                     |                     |
| 7                               | Flamengo             | 8                   | 4                   | 2                   | 2                   | 0                   | 4                   | 2                   | +2                  |                     |                     |
| 8                               | Atlético Mineiro     | 7                   | 4                   | 2                   | 1                   | 1                   | 4                   | 4                   | 0                   |                     |                     |
| Eliminados nas oitavas de final |                      |                     |                     |                     |                     |                     |                     |                     |                     |                     |                     |
| 9                               | Fluminense           | 15                  | 8                   | 4                   | 3                   | 1                   | 15                  | 5                   | +10                 |                     |                     |
| 10                              | Santos               | 13                  | 8                   | 4                   | 1                   | 3                   | 18                  | 6                   | +12                 |                     |                     |
| 11                              | Juventude            | 13                  | 8                   | 3                   | 4                   | 1                   | 6                   | 6                   | 0                   |                     |                     |
| 12                              | Corinthians          | 10                  | 8                   | 3                   | 1                   | 4                   | 11                  | 9                   | 2                   |                     |                     |
| 13                              | Fortaleza            | 1                   | 2                   | 0                   | 1                   | 1                   | 0                   | 1                   | –1                  |                     |                     |
| 14                              | São Paulo            | 0                   | 2                   | 0                   | 0                   | 2                   | 0                   | 2                   | –2                  |                     |                     |
| 15                              | Paysandu             | 0                   | 2                   | 0                   | 0                   | 2                   | 1                   | 4                   | –3                  |                     |                     |
| 16                              | Sampaio Corrêa       | 0                   | 2                   | 0                   | 0                   | 2                   | 0                   | 3                   | –3                  |                     |                     |
| Eliminados na quarta fase       |                      |                     |                     |                     |                     |                     |                     |                     |                     |                     |                     |
| 17                              | Vasco da Gama        | 13                  | 6                   | 4                   | 1                   | 1                   | 10                  | 7                   | +3                  |                     |                     |
| 18                              | Chapecoense          | 13                  | 6                   | 4                   | 1                   | 1                   | 8                   | 5                   | +3                  |                     |                     |
| 19                              | Londrina             | 11                  | 6                   | 3                   | 2                   | 1                   | 10                  | 10                  | 0                   |                     |                     |
| 20                              | Santa Cruz           | 10                  | 6                   | 3                   | 1                   | 2                   | 8                   | 5                   | +3                  |                     |                     |
| 21                              | Vila Nova            | 7                   | 6                   | 1                   | 4                   | 1                   | 6                   | 5                   | +1                  |                     |                     |
| Eliminados na terceira fase     |                      |                     |                     |                     |                     |                     |                     |                     |                     |                     |                     |
| 22                              | Bragantino-PA        | 9                   | 4                   | 3                   | 0                   | 1                   | 6                   | 5                   | +1                  |                     |                     |
| 23                              | Botafogo             | 7                   | 4                   | 2                   | 1                   | 1                   | 7                   | 3                   | +4                  |                     |                     |
| 24                              | Atlético Goianiense  | 7                   | 4                   | 2                   | 1                   | 1                   | 6                   | 4                   | +2                  |                     |                     |
| 25                              | ABC                  | 7                   | 4                   | 2                   | 1                   | 1                   | 4                   | 5                   | –1                  |                     |                     |
| 26                              | Avaí                 | 6                   | 4                   | 2                   | 0                   | 2                   | 8                   | 5                   | +3                  |                     |                     |
| 27                              | Botafogo-PB          | 5                   | 4                   | 1                   | 2                   | 1                   | 9                   | 8                   | +1                  |                     |                     |
| 28                              | Ceará                | 5                   | 4                   | 1                   | 2                   | 1                   | 3                   | 4                   | –1                  |                     |                     |
| 29                              | Luverdense           | 5                   | 4                   | 1                   | 2                   | 1                   | 1                   | 2                   | –1                  |                     |                     |
| 30                              | Criciúma             | 4                   | 4                   | 1                   | 1                   | 2                   | 4                   | 5                   | –1                  |                     |                     |
| 31                              | CRB                  | 3                   | 4                   | 0                   | 3                   | 1                   | 2                   | 3                   | –1                  |                     |                     |
| Eliminados na segunda fase      |                      |                     |                     |                     |                     |                     |                     |                     |                     |                     |                     |
| 32                              | Oeste                | 4                   | 2                   | 1                   | 1                   | 0                   | 6                   | 1                   | +5                  |                     |                     |
| 33                              | Paraná               | 4                   | 2                   | 1                   | 1                   | 0                   | 6                   | 3                   | +3                  |                     |                     |
| 34                              | Tombense             | 4                   | 2                   | 1                   | 1                   | 0                   | 5                   | 2                   | +3                  |                     |                     |
| 35                              | Moto Club            | 4                   | 2                   | 1                   | 1                   | 0                   | 4                   | 2                   | +2                  |                     |                     |
| 36                              | Goiás                | 4                   | 2                   | 1                   | 1                   | 0                   | 3                   | 1                   | +2                  |                     |                     |
| 37                              | URT                  | 4                   | 2                   | 1                   | 1                   | 0                   | 5                   | 4                   | +1                  |                     |                     |
| 38                              | Foz do Iguaçu        | 4                   | 2                   | 1                   | 1                   | 0                   | 1                   | 0                   | +1                  |                     |                     |
| 39                              | Aparecidense         | 3                   | 2                   | 1                   | 0                   | 1                   | 4                   | 3                   | +1                  |                     |                     |
| 40                              | Mixto                | 3                   | 2                   | 1                   | 0                   | 1                   | 2                   | 2                   | 0                   |                     |                     |
| 41                              | Figueirense          | 3                   | 2                   | 1                   | 0                   | 1                   | 2                   | 2                   | 0                   |                     |                     |
| 42                              | Santa Cruz de Natal  | 3                   | 2                   | 1                   | 0                   | 1                   | 1                   | 1                   | 0                   |                     |                     |
| 43                              | Avenida              | 3                   | 2                   | 1                   | 0                   | 1                   | 3                   | 4                   | –1                  |                     |                     |
| 44                              | Serra                | 3                   | 2                   | 1                   | 0                   | 1                   | 1                   | 2                   | –1                  |                     |                     |
| 45                              | Atlético Cearense    | 3                   | 2                   | 1                   | 0                   | 1                   | 2                   | 4                   | –2                  |                     |                     |
| 46                              | Ypiranga de Erechim  | 3                   | 2                   | 1                   | 0                   | 1                   | 1                   | 3                   | –2                  |                     |                     |
| 47                              | Cuiabá               | 3                   | 2                   | 1                   | 0                   | 1                   | 1                   | 3                   | –2                  |                     |                     |
| 48                              | Náutico              | 2                   | 2                   | 0                   | 2                   | 0                   | 2                   | 2                   | 0                   |                     |                     |
| 49                              | América Mineiro      | 1                   | 2                   | 0                   | 1                   | 1                   | 1                   | 2                   | –1                  |                     |                     |
| 50                              | Brasil de Pelotas    | 1                   | 2                   | 0                   | 1                   | 1                   | 0                   | 2                   | –2                  |                     |                     |
| 51                              | América de Natal     | 1                   | 2                   | 0                   | 1                   | 1                   | 0                   | 4                   | –4                  |                     |                     |

| 52 | Rio Branco-AC   | 1 | 1 | 0 | 1 | 0 | 2 | 2 | 0  |
| 53 | Ferroviário     | 1 | 1 | 0 | 1 | 0 | 2 | 2 | 0  |
| 54 | Juazeirense     | 1 | 1 | 0 | 1 | 0 | 2 | 2 | 0  |
| 55 | Brusque         | 1 | 1 | 0 | 1 | 0 | 1 | 1 | 0  |
| 56 | Manaus          | 1 | 1 | 0 | 1 | 0 | 1 | 1 | 0  |
| 57 | Imperatriz      | 1 | 1 | 0 | 1 | 0 | 1 | 1 | 0  |
| 58 | Central         | 1 | 1 | 0 | 1 | 0 | 1 | 1 | 0  |
| 59 | Brasiliense     | 1 | 1 | 0 | 1 | 0 | 0 | 0 | 0  |
| 59 | São Raimundo-RR | 1 | 1 | 0 | 1 | 0 | 0 | 0 | 0  |
| 61 | Corumbaense     | 1 | 1 | 0 | 1 | 0 | 0 | 0 | 0  |
| 61 | Tubarão         | 1 | 1 | 0 | 1 | 0 | 0 | 0 | 0  |
| 63 | Sobradinho      | 1 | 1 | 0 | 1 | 0 | 0 | 0 | 0  |
| 63 | São José-RS     | 1 | 1 | 0 | 1 | 0 | 0 | 0 | 0  |
| 65 | Coritiba        | 0 | 1 | 0 | 0 | 1 | 2 | 3 | –1 |
| 66 | Sinop           | 0 | 1 | 0 | 0 | 1 | 1 | 2 | –1 |
| 67 | Americano       | 0 | 1 | 0 | 0 | 1 | 1 | 2 | –1 |
| 67 | Boavista-RJ     | 0 | 1 | 0 | 0 | 1 | 1 | 2 | –1 |
| 69 | CSA             | 0 | 1 | 0 | 0 | 1 | 0 | 1 | –1 |
| 69 | Boa Esporte     | 0 | 1 | 0 | 0 | 1 | 0 | 1 | –1 |
| 71 | Ypiranga-AP     | 0 | 1 | 0 | 0 | 1 | 0 | 1 | –1 |
| 71 | Guarani         | 0 | 1 | 0 | 0 | 1 | 0 | 1 | –1 |
| 71 | Votuporanguense | 0 | 1 | 0 | 0 | 1 | 0 | 1 | –1 |
| 74 | Palmas          | 0 | 1 | 0 | 0 | 1 | 0 | 1 | –1 |
| 75 | ASA             | 0 | 1 | 0 | 0 | 1 | 0 | 1 | –1 |
| 76 | Galvez          | 0 | 1 | 0 | 0 | 1 | 0 | 1 | –1 |
| 77 | Tupi            | 0 | 1 | 0 | 0 | 1 | 0 | 1 | –1 |
| 78 | Remo            | 0 | 1 | 0 | 0 | 1 | 0 | 1 | –1 |
| 79 | Sergipe         | 0 | 1 | 0 | 0 | 1 | 0 | 2 | –2 |
| 80 | Vitória         | 0 | 1 | 0 | 0 | 1 | 0 | 2 | –2 |
| 81 | São Raimundo-PA | 0 | 1 | 0 | 0 | 1 | 0 | 2 | –2 |
| 82 | Campinense      | 0 | 1 | 0 | 0 | 1 | 0 | 2 | –2 |
| 83 | Joinville       | 0 | 1 | 0 | 0 | 1 | 0 | 2 | –2 |
| 84 | Ponte Preta     | 0 | 1 | 0 | 0 | 1 | 0 | 2 | –2 |
| 85 | Itabaiana       | 0 | 1 | 0 | 0 | 1 | 2 | 5 | –3 |
| 86 | Real Ariquemes  | 0 | 1 | 0 | 0 | 1 | 1 | 4 | –3 |
| 87 | Operário-MS     | 0 | 1 | 0 | 0 | 1 | 1 | 4 | –3 |
| 88 | Sport           | 0 | 1 | 0 | 0 | 1 | 0 | 3 | –3 |
| 89 | Fast Clube      | 0 | 1 | 0 | 0 | 1 | 1 | 6 | –5 |
| 90 | River-PI        | 0 | 1 | 0 | 0 | 1 | 0 | 5 | –5 |
| 91 | Altos           | 0 | 1 | 0 | 0 | 1 | 1 | 7 | –6 |

|  |                                 |
|  | Campeão                         |
|  | Vice-campeão                    |
|  | Eliminados nas semifinais       |
|  | Eliminados nas quartas de final |
|  | Eliminados nas oitavas de final |
|  | Eliminados na quarta fase       |
|  | Eliminados na terceira fase     |
|  | Eliminados na segunda fase      |
|  | Eliminados na primeira fase     |